# Pseuderesia catharina
Pseuderesia catharina är en fjärilsart som beskrevs av Arthur Gardiner Butler 1874. Pseuderesia catharina ingår i släktet Pseuderesia och familjen juvelvingar. Inga underarter finns listade i Catalogue of Life.